# Phobia (film)
Phobia is een Canadees-Amerikaanse thriller uit 1980 onder regie van John Huston.

## Verhaal
Enkele psychiatrische patiënten worden vermoord. De politie tast in het duister. Daarom wordt er een beroep gedaan op een psychiater in de hoop dat hij de zaak kan oplossen. Het bewijsmateriaal verwijst naar de psychiater zelf.

## Rolverdeling
| Acteur              | Personage        |
| ------------------- | ---------------- |
| Paul Michael Glaser | Dr. Peter Ross   |
| Susan Hogan         | Jenny St. Clair  |
| John Colicos        | Barnes           |
| David Bolt          | Henry Owen       |
| Patricia Collins    | Dr. Alice Toland |
| David Eisner        | Johnny Venuti    |
| Lisa Langlois       | Laura Adams      |
| Robert O'Ree        | Bubba King       |
| Alexandra Stewart   | Barbara Grey     |
| Neil Vipond         | Dr. Clegg        |
| Marian Waldman      | Mevrouw Casey    |
| Kenneth Welsh       | Sergeant Wheeler |
| Gwen Thomas         | Dr. Wheeler      |
| Paddy Campanaro     | Verslaggeefster  |
| Gerry Salsberg      | Verslaggever     |